# St. Georg (Westendorf)

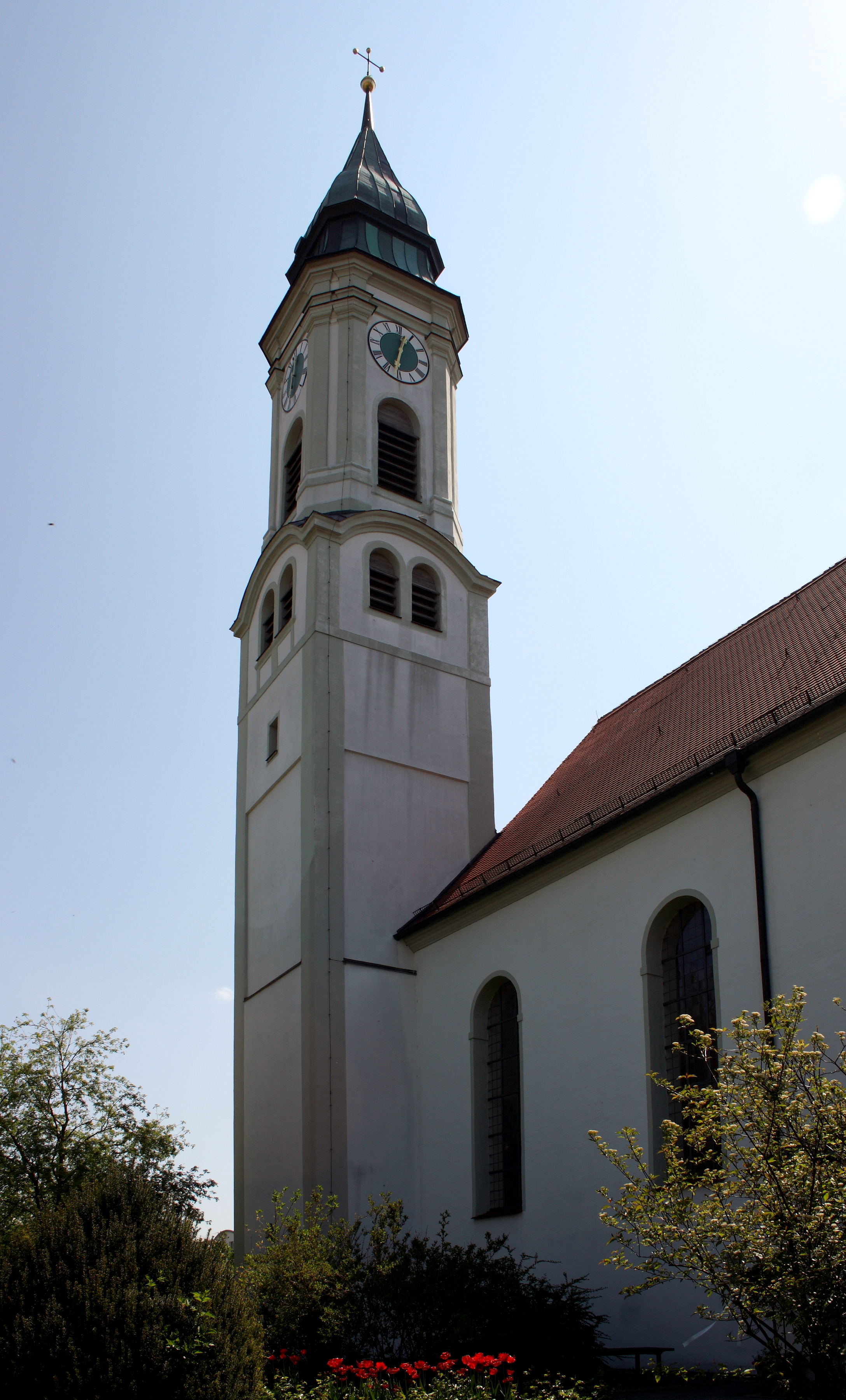
Pfarrkirche St. Georg in Westendorf

Die katholische Pfarrkirche St. Georg in Westendorf, einer Gemeinde im Landkreis Augsburg im bayerischen Regierungsbezirk Schwaben, wurde in der Mitte des 18. Jahrhunderts im Stil des Rokoko errichtet. Von der spätgotischen Vorgängerkirche blieben der Unterbau des Chores und des Turmes erhalten.

## Geschichte

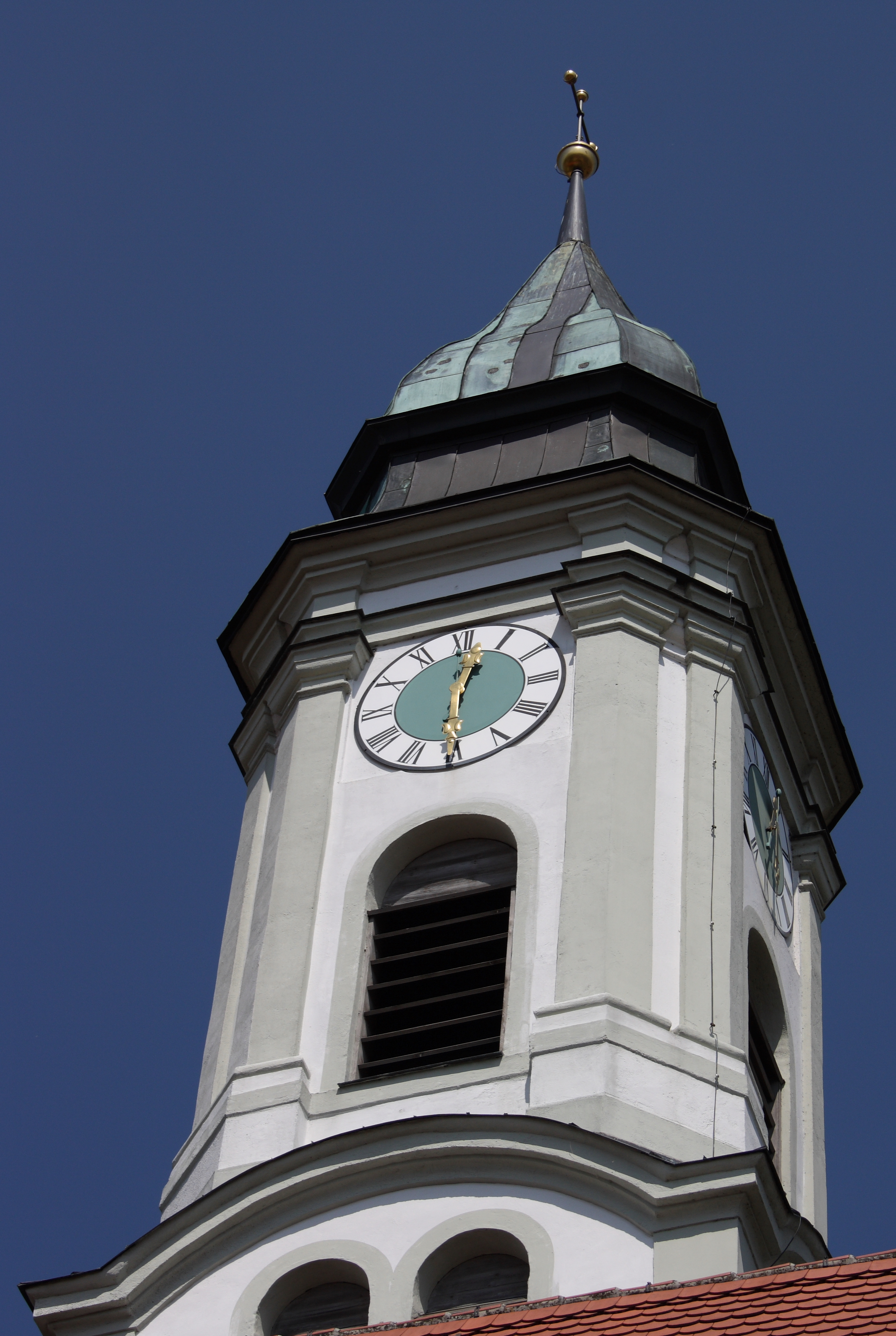
Turm

Die Ursprünge der Pfarrei werden bis ins 7. Jahrhundert zurückgeführt. Im Jahr 1070 ist der Bau einer Kapelle zu Ehren Marias und der hl. Gertrud belegt. Das Kirchenpatronat lag damals bei den Truchsessen von Kühlental, unter denen spätestens im 13. Jahrhundert am heutigen Standort eine Kirche errichtet wurde, von der allerdings keine Spuren erhalten sind. 1361 gelangte die Grundherrschaft an das Hochstift Augsburg, das sie bis zur Säkularisation 1803 innehatte.
Wie aus einer Bauinschrift hervorgeht, wurde der romanische Vorgängerbau 1491 durch einen gotischen Neubau ersetzt. Für das Jahr 1491 ist auch belegt, dass Maria, dem hl. Sebastian, dem hl. Valentin und der hl. Katharina ein Altar geweiht wurde. Diese Altarweihe nahm Friedrich II. von Zollern vor, der von 1486 bis 1505 Bischof von Augsburg war. Zwischen 1664 und 1670 wurden Turm und Langhaus erneuert. Nach einem Einsturz der Langhauswände und von Teilen des Chores bei Reparaturen am Dachstuhl musste die Kirche 1691 weitgehend neu aufgebaut werden.
Ein weiterer Neubau erfolgte in den Jahren 1739/41 nach Plänen des Tiroler Baumeisters Franz Xaver Kleinhans. Mit der Stuckierung wurden die Wessobrunner Ignaz Finsterwalder und dessen Bruder Johann Baptist betraut. Die Deckenfresken schuf der aus Burgau stammende Johann Georg Wolcker (1700–1766), der auch die Ölbilder an den Oratorien und den Emporenbrüstungen ausführte. Am 25. Juli 1759 nahm Generalvikar Franz Xaver Adelmann von Adelmannsfelden die Weihe der neuen Kirche vor. 1998 wurde die Kirche umfassend renoviert.

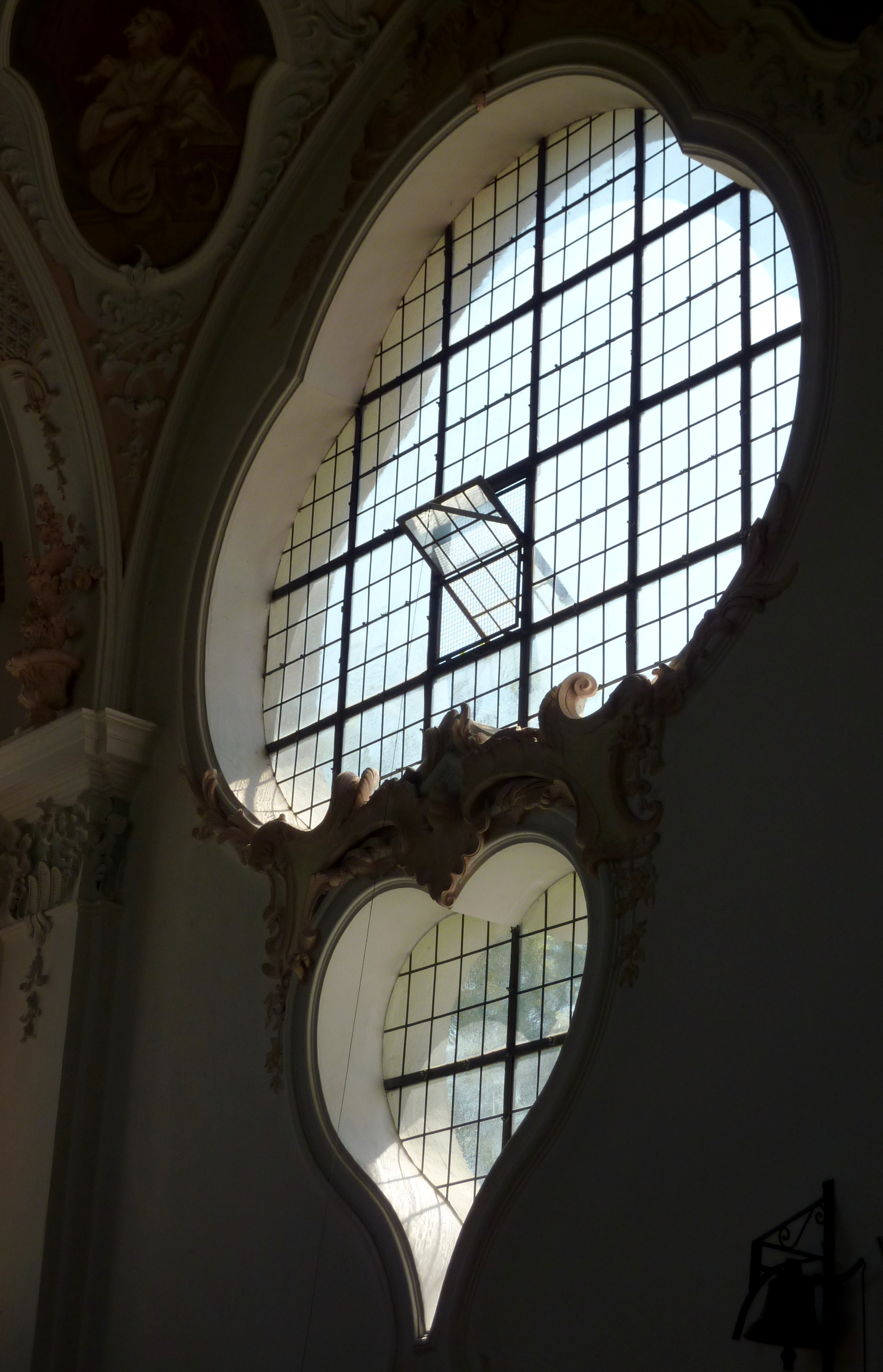
Dreipassfenster und herzförmiges Fenster im Chor

## Architektur

### Außenbau
Im nördlichen Chorwinkel erhebt sich der siebenstöckige Turm, dessen quadratischer Unterbau im obersten Geschoss von Zwillingsarkaden durchbrochen ist. Über einem segmentbogigen Gesims sitzt ein durch Ecklisenen verstärkter und mit einer zugespitzten Mansardhaube gedeckter, oktogonaler Aufbau, der auf vier Seiten mit rundbogigen Schallöffnungen und großen Zifferblättern versehen ist.
An der Südseite des Langhauses sind die Treppenaufgänge zur Kanzel und zum südlichen Oratorium angebaut, an der Nord- und Westfassade befinden sich unter Vorzeichen die Eingangsportale. Ungewöhnliche Formen weisen die Fenster der Chorseitenwände auf. Unter einem Dreipassfenster öffnet sich ein kleineres, herzförmiges Fenster.

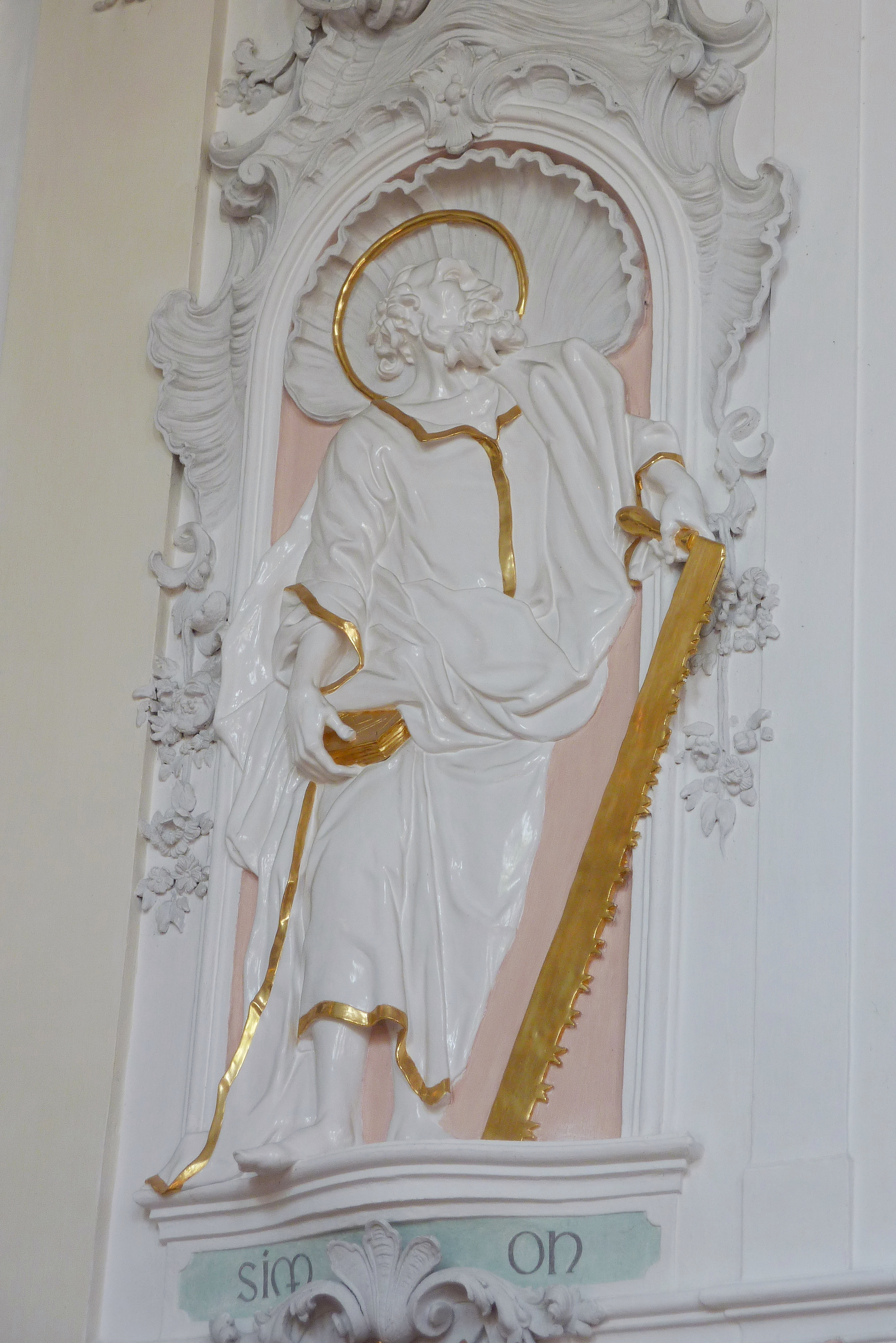
Stuckrelief des Apostels Simon

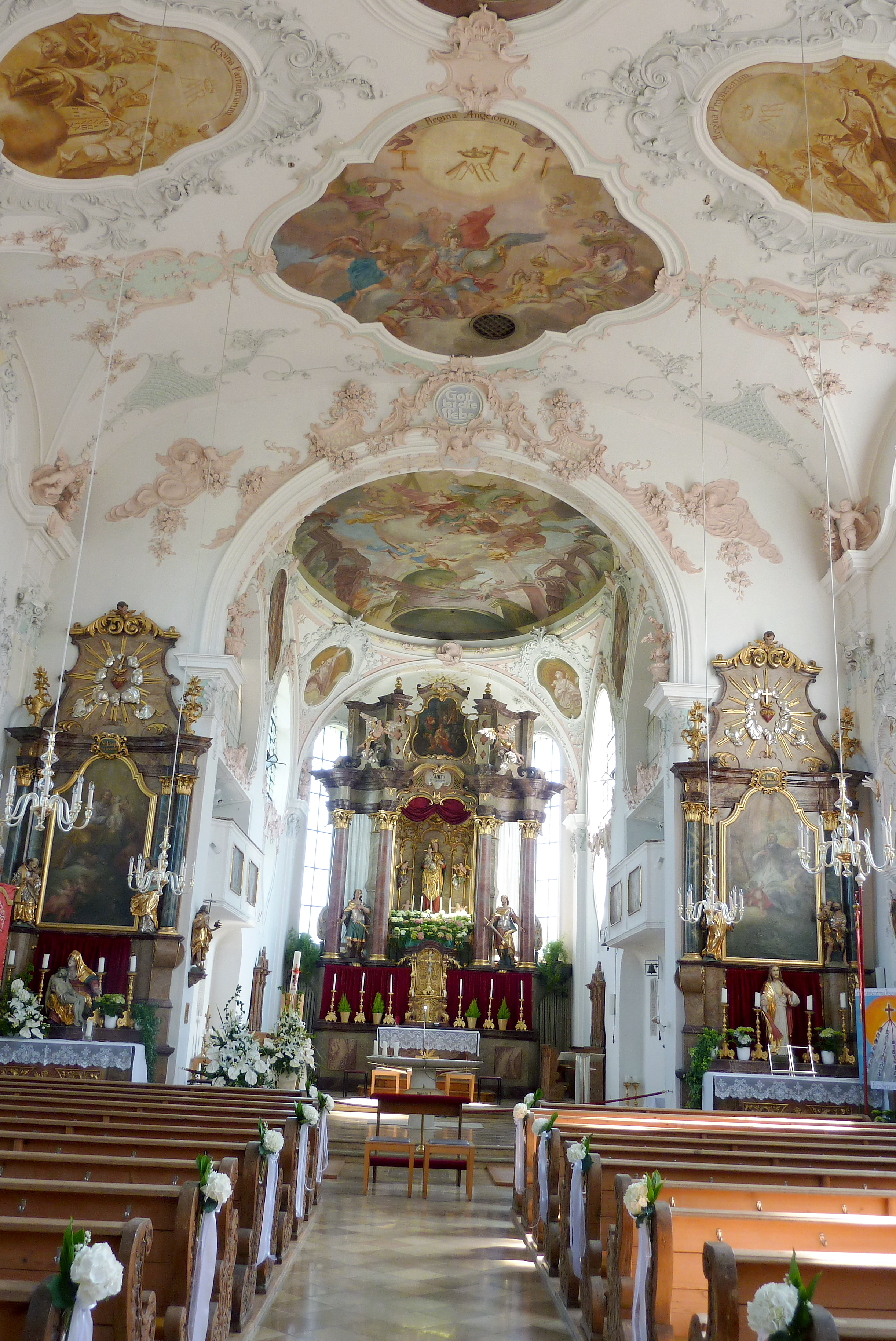
Innenraum mit Blick zum Chor

### Innenraum
Das einschiffige Langhaus ist in vier Achsen unterteilt und von einer flachen Korbbogentonne mit Stichkappen über den großen Rundbogenfenstern gedeckt. Die Wände des Langhauses gliedern Doppelpilaster mit Volutenkapitellen, über denen ein profiliertes Gesims verläuft. Ein auf mehrfach gestuften Kämpfern aufliegender Chorbogen öffnet sich zum eingezogenen Chor, der von einer ovalen Pendentifkuppel überspannt ist. Den westlichen Abschluss des Langhauses bildet eine von zwei Säulen gestützte, doppelgeschossige Orgelempore, die über zwei seitliche, ummauerte Wendeltreppen zugänglich ist.

## Stuck
Ein reicher Stuckdekor aus Putten, Füllhörnern, Blumenvasen und Blütengehängen ziert Decken und Wände. Muschelwerkkartuschen umrahmen die Fenster und die kleineren Fresken, die durch Blütengirlanden miteinander verbunden sind. In flachen Muschelnischen befinden sich die lebensgroßen Reliefs der Zwölf Apostel. Die Fassung der Figuren in Polierweiß mit teilweiser Vergoldung soll eine Ausführung in Marmor vortäuschen.

## Deckenbilder
Das Chorfresko zeigt die Verleihung der Märtyrerkrone an den hl. Georg, den Schutzpatron der Kirche. Am Bildrand wird der Erzengel Michael dargestellt, der den Plan der Westendorfer Kirche in der Hand hält. Die Grisaillen enthalten allegorische Darstellungen und Szenen aus dem Leben des heiligen Georg.
Das große Langhausfresko ist der Verbreitung des Rosenkranzgebetes über die ganze Erde gewidmet. In der Mitte thront Maria mit dem Jesuskind auf einer Wolke. Zu ihren Füßen knien die heiligen Katharina von Siena und der heilige Dominikus, dem Maria einen Rosenkranz überreicht. Die kleineren Fresken haben die Lobpreisungen Marias nach der Lauretanischen Litanei zum Thema. Das Fresko über der Orgelempore trägt die Inschrift: Regina Sanctorum Omnium (Königin aller Heiligen). Neben den Evangelisten und ihren Symbolen werden der heilige Ignatius von Loyola, der heilige Ulrich und andere Heilige dargestellt.

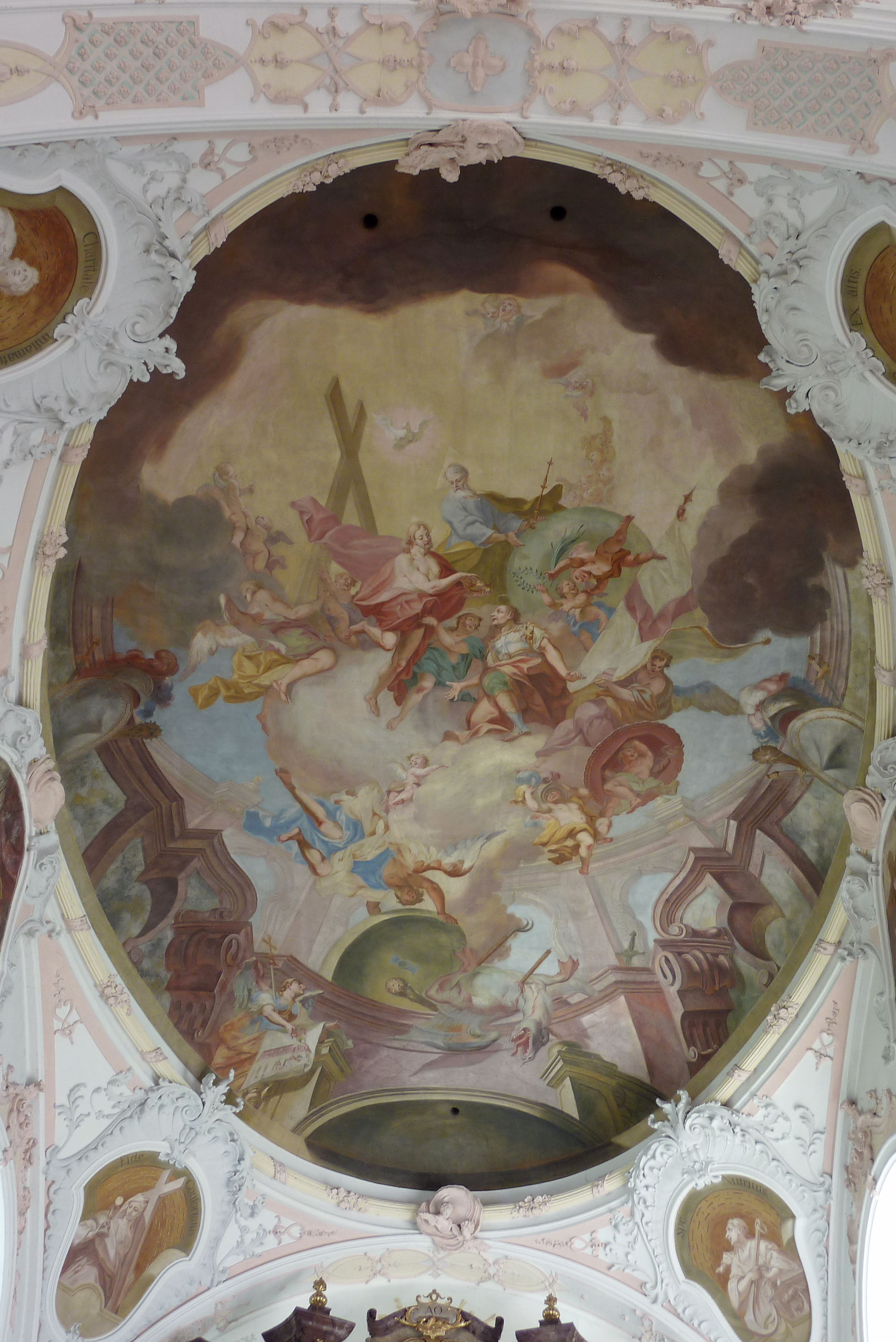
Chorfresko mit der Verleihung der Märtyrerkrone an den hl. Georg
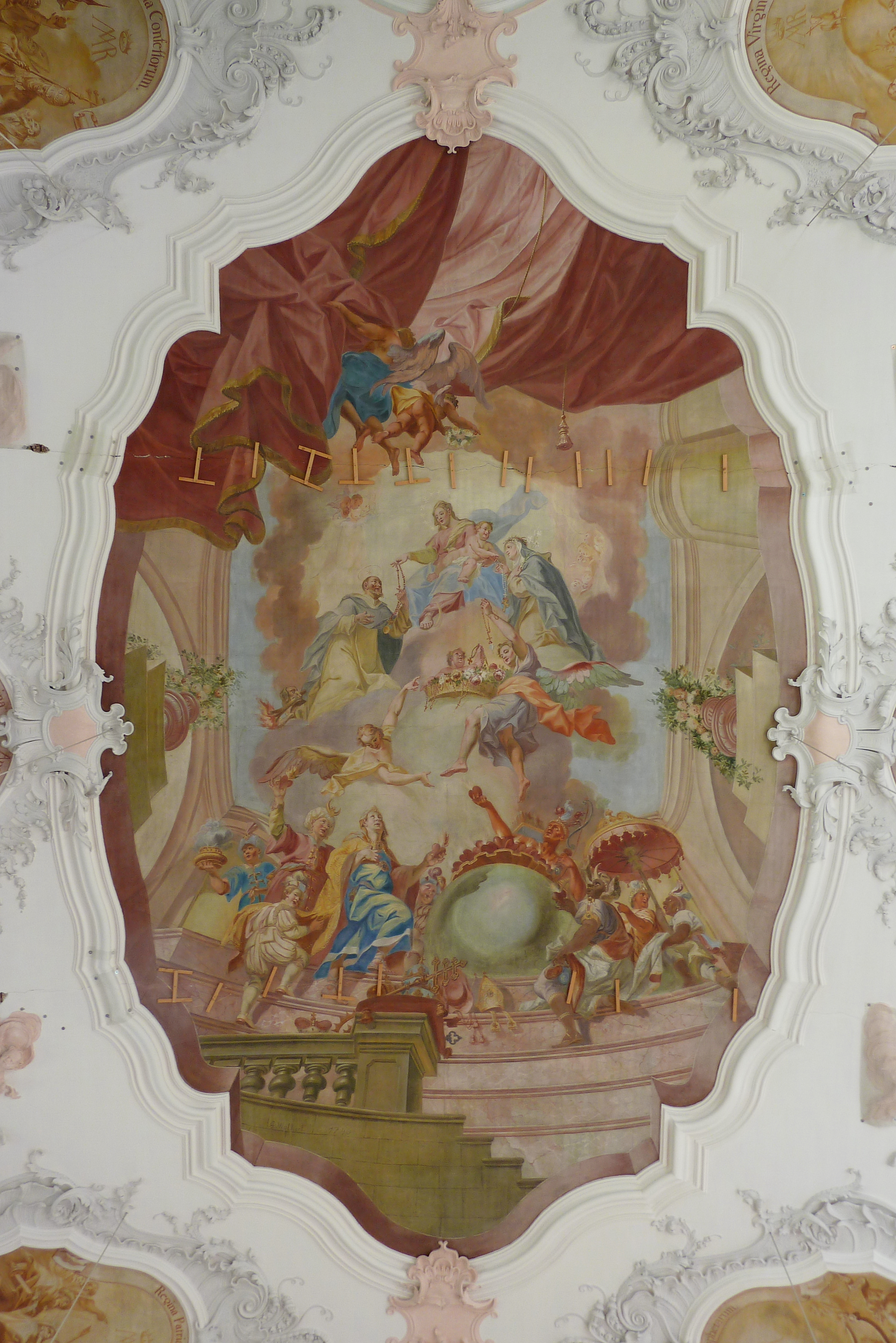
Langhausfresko mit der Verleihung des Rosenkranzes an den hl. Dominikus
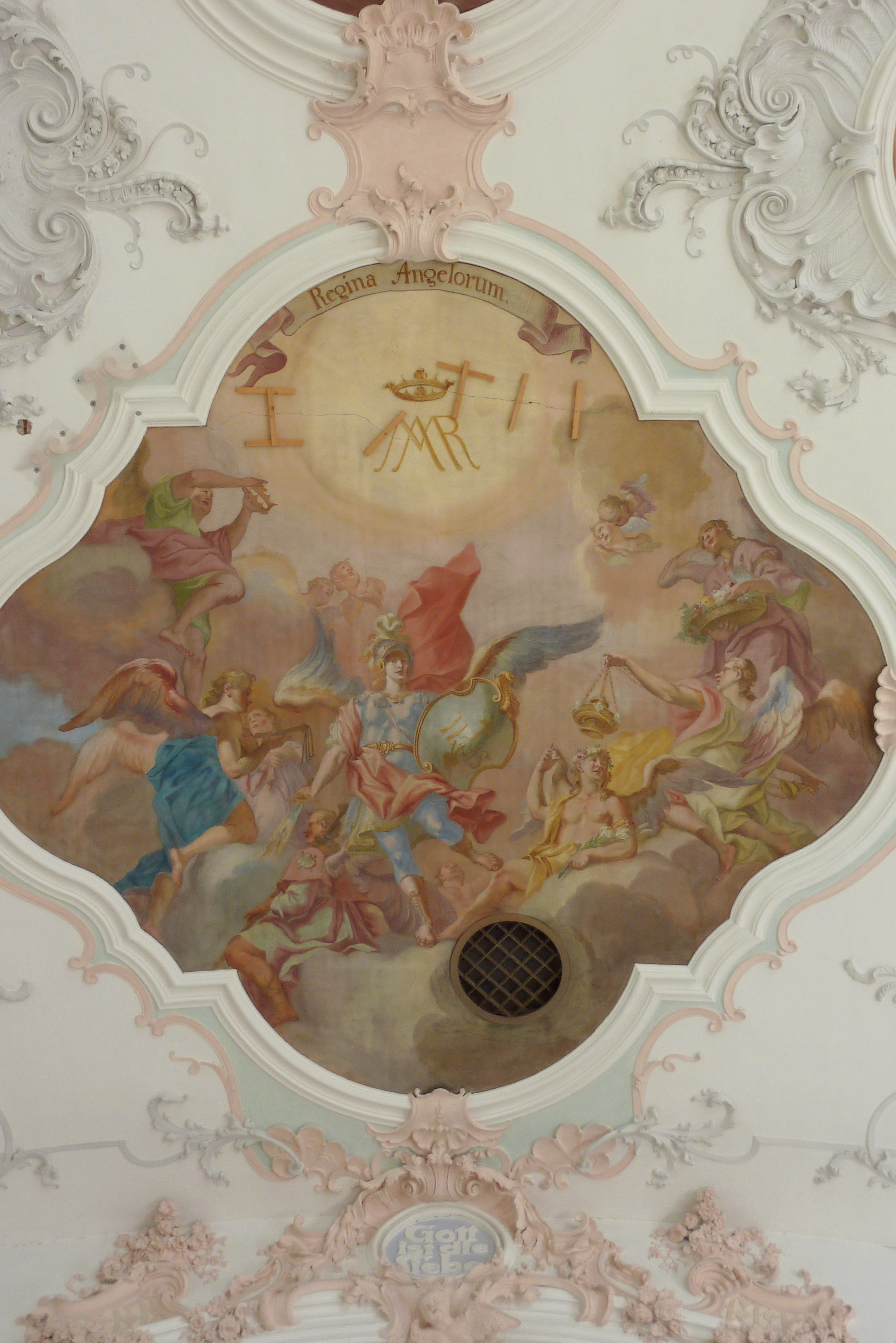
Fresko mit der Lobpreisung Marias als Regina Angelorum (Königin der Engel)
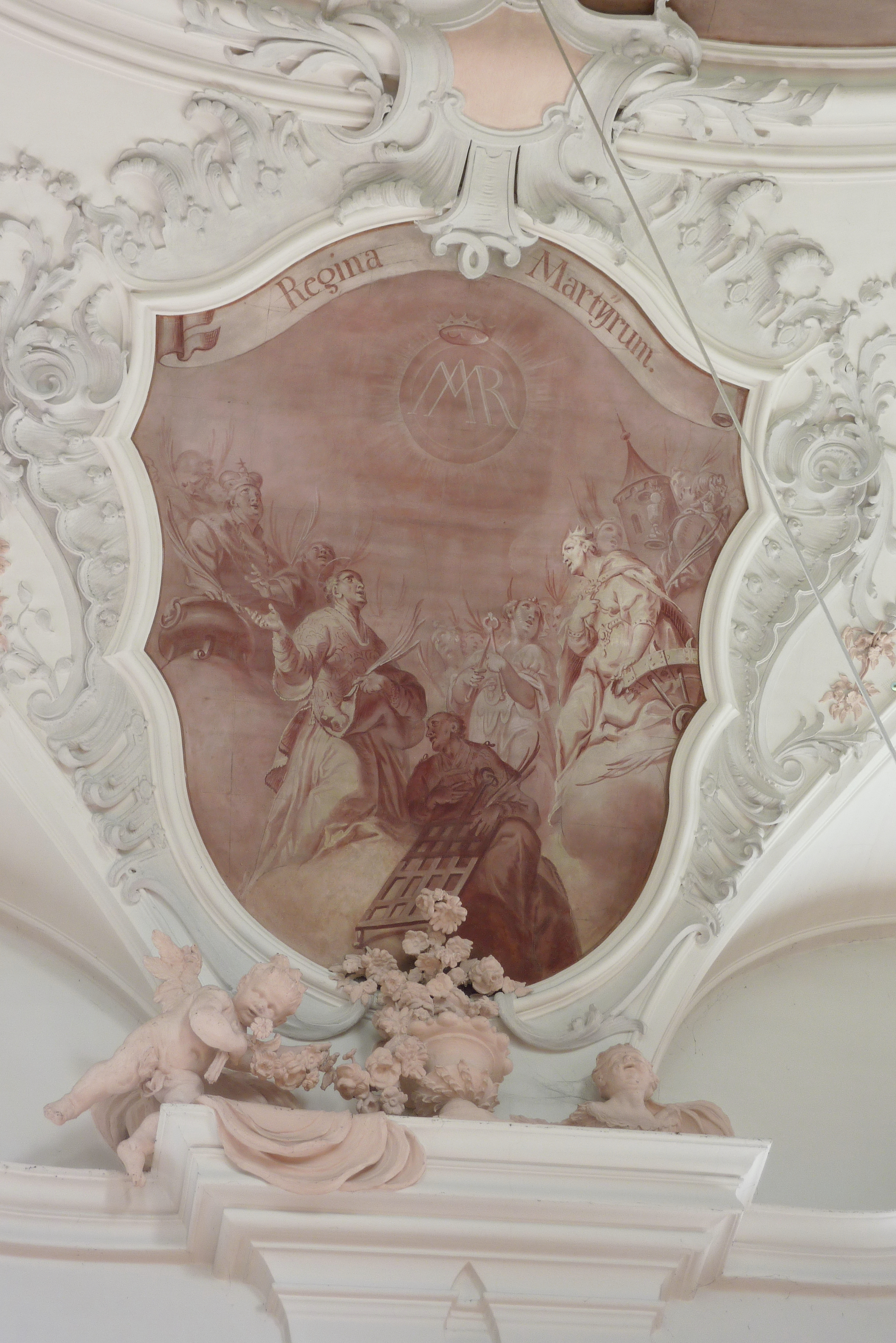
Grisaille mit der Lobpreisung Marias als Regina Martyrum (Königin der Märtyrer)

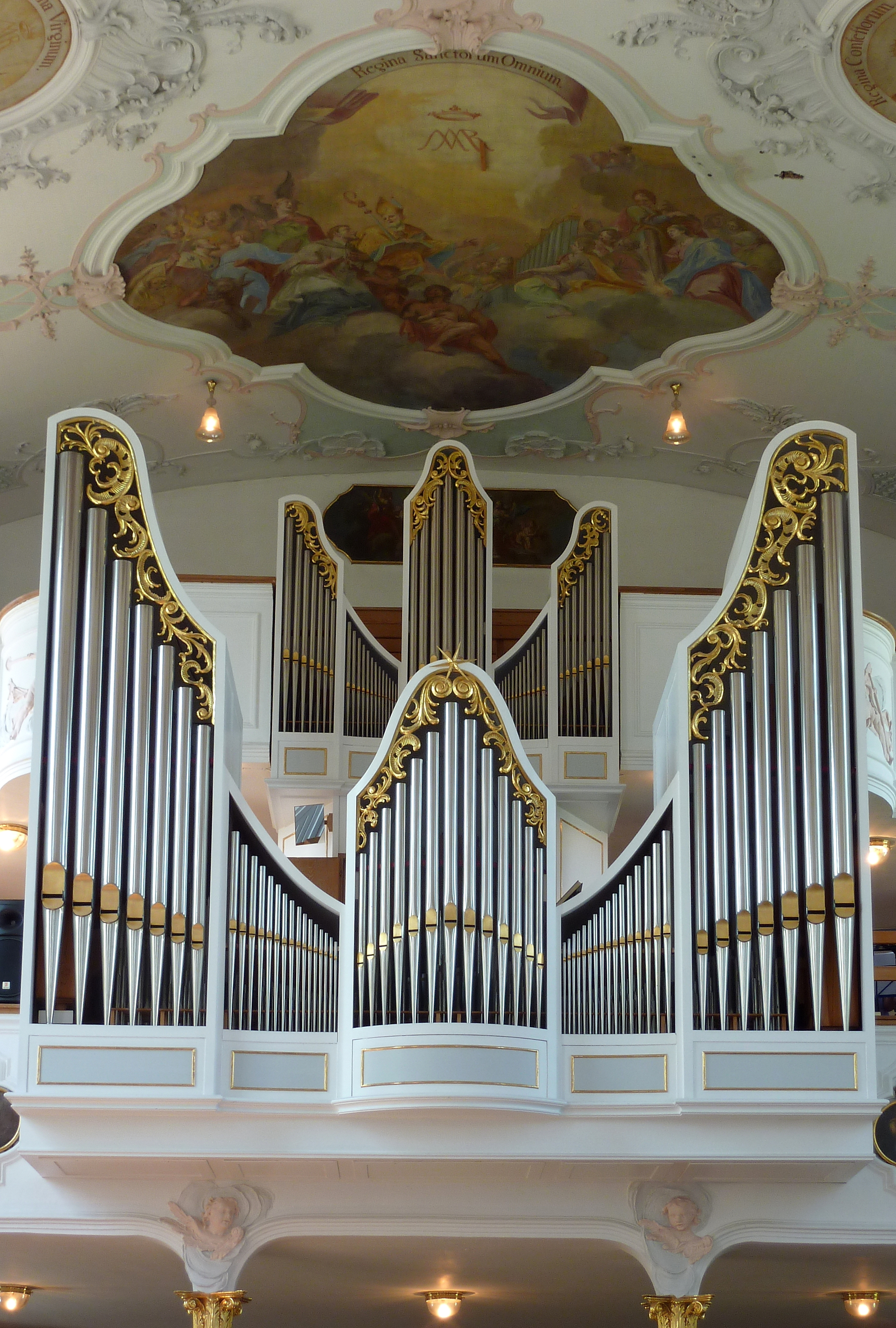
Orgelprospekt

## Orgel
Die heutige Orgel wurde 1969 von der Orgelbaufirma Sandtner aus Dillingen an der Donau eingebaut. Dabei handelt es sich um eine mechanische Schleifladenorgel. Haupt- und Pedalwerk sind in der Brüstungsorgel untergebracht, das Oberwerk steht als Positiv über dem Spieltisch.

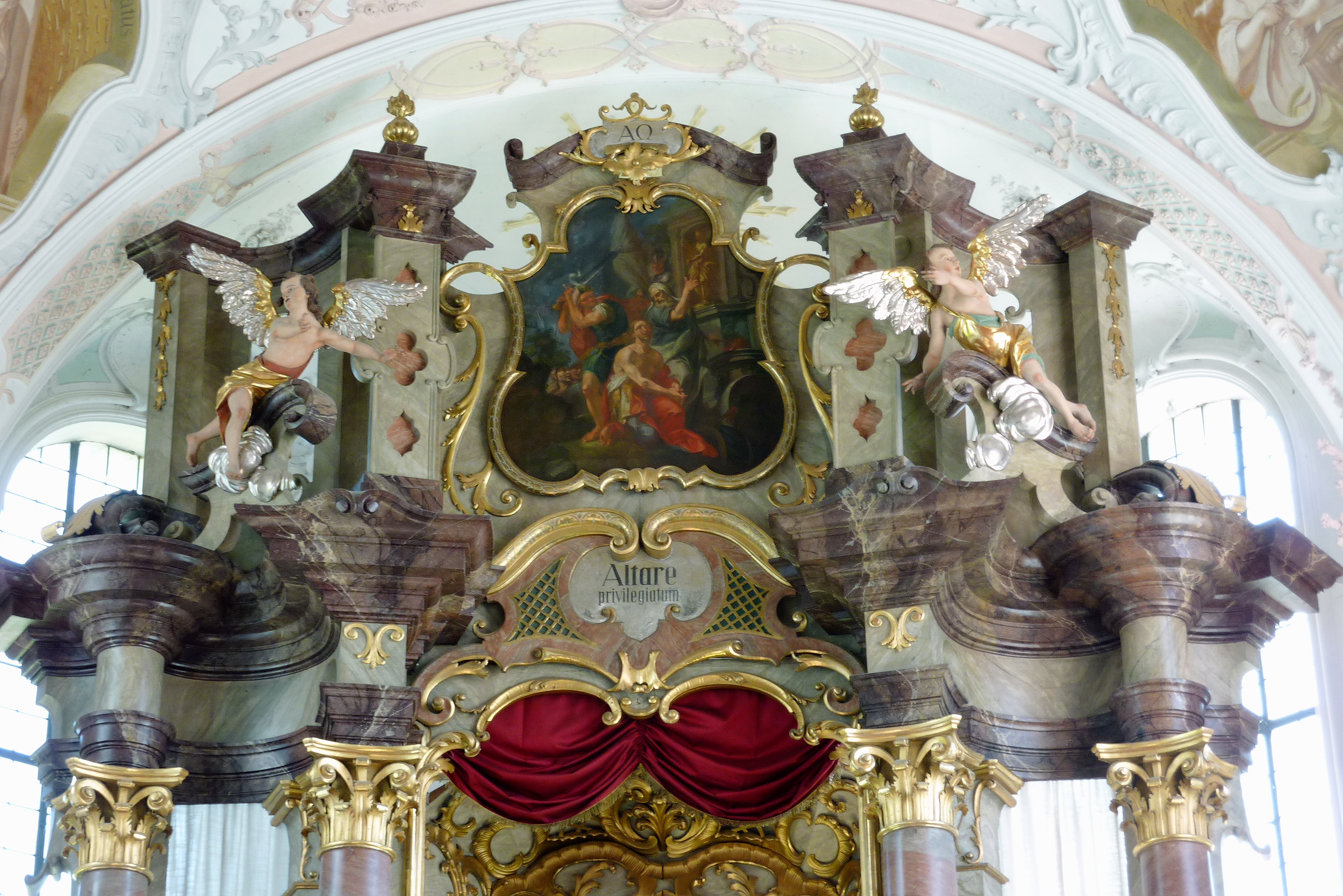
Auszugsbild des Hochaltares mit dem Martyrium des hl. Georg

## Ausstattung
- Aus der Vorgängerkirche stammt das Taufbecken aus Solnhofener Kalkstein. Es besteht aus einem quadratischen Sockel, einem achteckigen Schaft mit ionischem Kapitell und einem muschelartigen Becken. Unterhalb des Kapitells ist die Jahreszahl 1614 eingemeißelt.
- Die Holzfigur des Johannes des Täufers am nördlichen Chorbogenpfeiler wird um 1720 datiert und Joseph Anton Libigo zugeschrieben.
- Der neubarocke Hochaltar wurde um 1900 geschaffen. Das Auszugsbild stellt die Enthauptung des heiligen Georgs dar und wurde 1740 von Johann Georg Wolcker ausgeführt. Die seitlichen Figuren stammen von 1755 und stellen den hl. Sebastian und den hl. Fabian dar.
- Die Altarblätter der beiden Seitenaltäre wurden 1770/79 von Johann Baptist Enderle ausgeführt. Das Bild des nördlichen Altars stellt den hl. Joseph dar, das Bild des südlichen Altars den hl. Johannes Nepomuk. Die Figur des hl. Christophorus am rechten Altar ist eine Arbeit des Bildhauers Joseph Anton Libigo aus der Zeit um 1712.

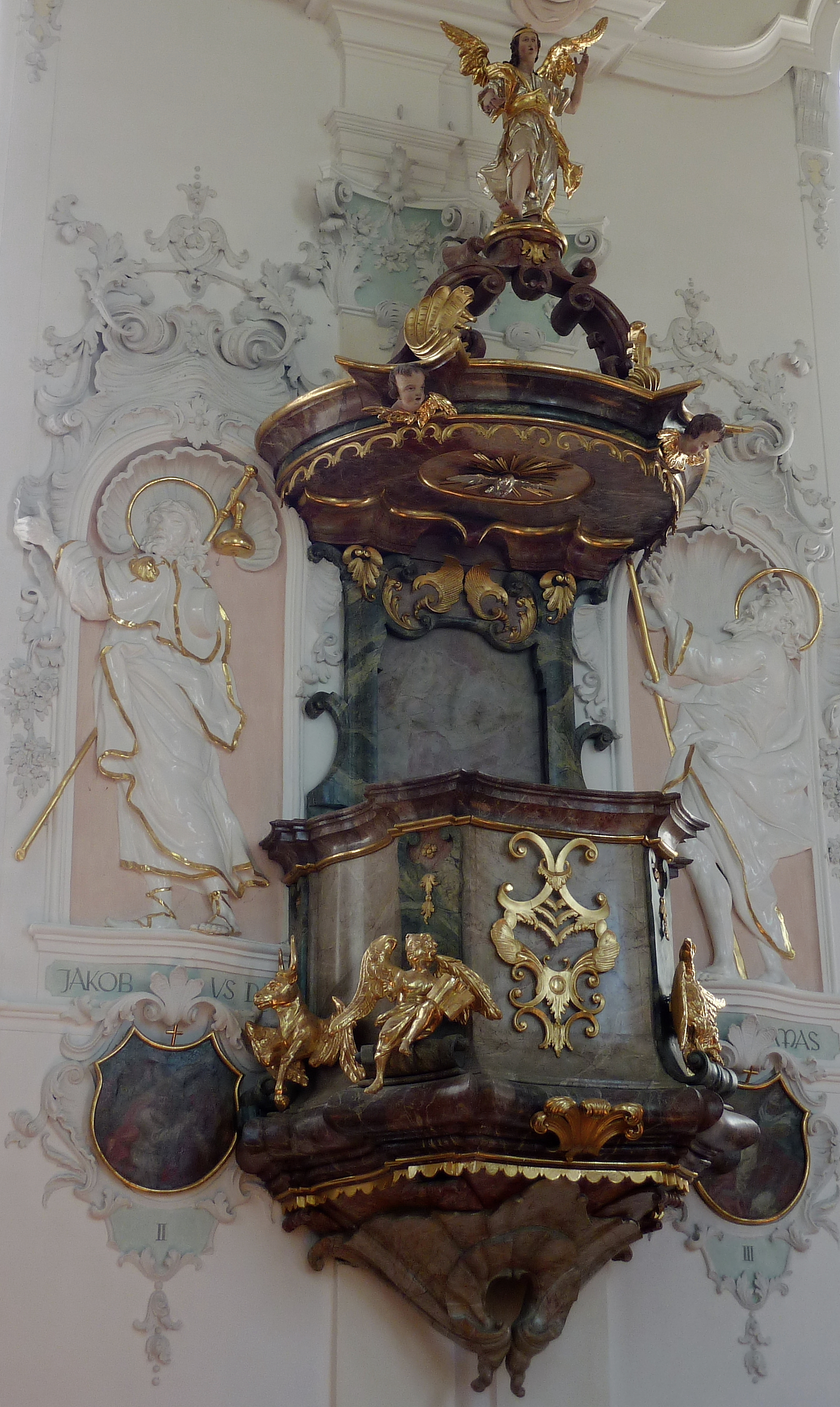
Kanzel

- Die Kanzel wurde von Johann Michael Bertele geschaffen und 1740/41 eingebaut. Der Kanzelkorpus ist mit den vergoldeten Evangelistensymbolen verziert. Der Schalldeckel wird von der Skulptur des Erzengels Michael bekrönt, der Rand ist mit Puttenköpfen besetzt. Die Schnitzfiguren werden Johann Michael Fischer zugeschrieben.
- Die Wangen der Kirchenbänke, das dreisitzige Chorgestühl, die holzgeschnitzten Beichtstühle wurden ebenfalls 1740/41 von Johann Michael Bertele angefertigt.
- Johann Georg Wolcker schuf neben den Fresken auch die Ölgemälde mit der Darstellung der Sieben Sakramente (Taufe Jesu, Firmung eines Jünglings, Abendmahl, Buße der Sünderin Maria Magdalena, Schlüsselübergabe an Petrus als Symbol für die Priesterweihe, Verlobung Marias mit Joseph stellvertretend für das Sakrament der Ehe, Krankensalbung) und die Gemälde der oberen Empore mit der Darstellung musizierender Engel.
- Die Gemälde der Kreuzwegstationen wurden 1767 von Franz Regis Göz ausgeführt. Die Stationen VIII, XII, XIII und XIV wurden bei der Renovierung von 1868 durch neue Bilder ersetzt.